# Kreis Segeberg
Kreis Segeberg er en tysk kreis i delstaten Slesvig-Holsten. Den holstenske kreds ligger direkte nord for storbyen Hamburg.

## Byer, amter og kommuner
Kreisen havde 276032  indbyggere pr.  2018-12-31

| Amtsfrie byer og kommuner                                                                                      | Amtsfrie byer og kommuner                                                             |
| --- | ------------------------------------------------------------------------------------- |
| - 1. Bad Bramstedt, by (14420) - 2. Bad Segeberg, by (17267) - 3. Ellerau (6219) - 4. Henstedt-Ulzburg (28070) | - 5. Kaltenkirchen, by (21813) - 6. Norderstedt, by (79159) - 7. Wahlstedt, by (9596) |

Amter med tilhørende byer og kommuner (* = markerer administrationsby)
| - 1. Amt Bad Bramstedt-Land (11011) [Sitz: Bad Bramstedt] 1. Armstedt (379) 2. Bimöhlen (995) 3. Borstel (128) 4. Föhrden-Barl (298) 5. Fuhlendorf (415) 6. Großenaspe (2935) 7. Hagen (488) 8. Hardebek (456) 9. Hasenkrug (333) 10. Heidmoor (315) 11. Hitzhusen (1272) 12. Mönkloh (244) 13. Weddelbrook (1038) 14. Wiemersdorf (1715) - 2. Amt Boostedt-Rickling (14543) 1. Boostedt* (7570) 2. Daldorf (653) 3. Groß Kummerfeld (1924) 4. Heidmühlen (681) 5. Latendorf (587) 6. Rickling (3128) - 3. Amt Bornhöved (10981) 1. Bornhöved (3275) 2. Damsdorf (235) 3. Gönnebek (489) 4. Schmalensee (478) 5. Stocksee (415) 6. Tarbek (155) 7. Tensfeld (682) 8. Trappenkamp* (5252) - 4. Amt Itzstedt (18976) 1. Tangstedt (6499) 2. Itzstedt* (2329) 3. Kayhude (1162) 4. Nahe (2396) 5. Oering (1362) 6. Seth (1982) 7. Sülfeld (3246) | - 5. Amt Auenland Südholstein (10908) [Sitz: Nützen] 1. Alveslohe (2731) 2. Hartenholm (1815) 3. Hasenmoor (702) 4. Lentföhrden (2621) 5. Nützen (1165) 6. Schmalfeld (1874) - 6. Amt Kisdorf (10706) 1. Hüttblek (371) 2. Kattendorf* (837) 3. Kisdorf (3938) 4. Oersdorf (877) 5. Sievershütten (1108) 6. Struvenhütten (983) 7. Stuvenborn (851) 8. Wakendorf II (1353) 9. Winsen (Holsten) (388) - 7. Amt Leezen (8754) 1. Bark (982) 2. Bebensee (639) 3. Fredesdorf (404) 4. Groß Niendorf (675) 5. Högersdorf (401) 6. Kükels (430) 7. Leezen* (1754) 8. Mözen (438) 9. Neversdorf (711) 10. Schwissel (265) 11. Todesfelde (1082) 12. Wittenborn (973) 13. Buchholz (skov), ubeboet kommunefri skovområde | - 8. Amt Trave-Land (20108) [Sitz: Bad Segeberg] 1. Bahrenhof (207) 2. Blunk (590) 3. Bühnsdorf (367) 4. Dreggers (51) 5. Fahrenkrug (1638) 6. Geschendorf (563) 7. Glasau (893) 8. Groß Rönnau (584) 9. Klein Gladebrügge (567) 10. Klein Rönnau (1690) 11. Krems II (410) 12. Negernbötel (976) 13. Nehms (567) 14. Neuengörs (798) 15. Pronstorf (1628) 16. Rohlstorf (1267) 17. Schackendorf (891) 18. Schieren (262) 19. Seedorf (2186) 20. Stipsdorf (238) 21. Strukdorf (262) 22. Travenhorst (205) 23. Traventhal (498) 24. Wakendorf I (476) 25. Weede (1031) 26. Wensin (824) 27. Westerrade (439) |